# Homohuwelijk in Massachusetts
Sinds 17 mei 2004 is het homohuwelijk gelegaliseerd in de Amerikaanse deelstaat Massachusetts; ze is daarmee de eerste staat die het homohuwelijk erkent en was vroeger dusver ook de enige, hoewel een aantal andere staten wel geregistreerde partnerschappen hadden.
De mogelijkheid voor homoseksuele stellen om te trouwen kwam voort uit een rechtszaak die door een zevental koppels was aangespannen tegen de staat. In november 2003 besliste het Judiciële Hooggerechtshof van Massachusetts dat homoseksuelen toegestaan moesten worden te trouwen, of dat alle huwelijken binnen de staatsgrenzen om moesten worden gezet in geregistreerde partnerschappen. Het parlement introduceerde als reactie op de uitspraak een wet die het homohuwelijk expliciet verbiedt, maar dit voorstel werd op 14 september 2005 in de  wettelijk vereiste tweede behandeling met 157-39 stemmen verworpen, en daarmee werd een referendum dat verwacht werd in 2006 voorkomen. 
Om één minuut na middernacht op 17 mei 2004 begon men op de gemeentehuizen van Cambridge en Provincetown huwelijkslicenties af te geven, en overdag werden nog eens 1000 licenties verstrekt. Voor het stadhuis van Cambridge hadden zich zo'n vijfduizend mensen verzameld om de koppels toe te juichen.

## Gerelateerde onderwerpen
- Goodridge vs. Department of Public Health
- Homohuwelijk in de Verenigde Staten